# Justo (general de Constantino III)
Justo (em latim: Iustus) foi um oficial romano do começo do século V, ativo durante o reinado do usurpador Constantino III (r. 407–411). Aparece em 409, quando acompanhou o césar Constante II à Hispânia, aparentemente para substituir Gerôncio na posição de mestre dos soldados. Em 411, foi enviado para combater Gerôncio, que havia se rebelado contra Constantino.